# Chiesa di San Michele Arcangelo (Passo San Ginesio)
La chiesa di San Michele Arcangelo, conosciuta anche come chiesa di Passo San Ginesio (chiesa de lu Passu in dialetto maceratese) è una chiesa parrocchiale di San Ginesio, in provincia di Macerata, nel territorio dell'arcidiocesi di Camerino-San Severino Marche; fa parte della vicaria di San Ginesio. La chiesa è la più recente costruita all'interno del territorio comunale, rispetto alla più antica, che risale al X secolo.

## Storia
A seguito di alcune dimostrazioni popolane per la costruzione di una nuova chiesa, l'arcivescovo Giuseppe D'Avack diede l'avvio burocratico per la realizzazione della nuova chiesa, dedicata a San Michele Arcangelo, su un terreno donato da Giuseppe Massimiliani e dalla Autolinee SASP. Nella pergamena inserita nella costruzione, D'Avack scrive:
Su suolo offerto in dono, da Giuseppe Massimiliani, e dalla Società Automobilistica Santangiolese Pennese, sotto la vigile custodia dell'Arcangelo, nella materna assistenza, della Regina del Cielo e della Terra, questa pietra, segna l'inizio dell'opera, intrapresa con i benefattori di Legge del Governo Italiano, tramite il Genio Civile di Macerata, su disegno di Enrico Lenti di Roma, e custodisce in sé, i voti le preghiere la riconoscenza, dei Fedeli. Passo S.Angelo, 26 luglio 1959»
(Msgr. Giuseppe D'Avack)
La costruzione della chiesa e della casa canonica avvenne tra il 1958 ed il 1962, anche se la consacrazione venne effettuata solamente nel 1965, con la celebrazione della Santa Messa e il posizionamento temporaneo dell’altare per le funzioni. Il 26 luglio 1979 l’Ordinario diocesano dell'arcidiocesi di Camerino-San Severino Marche pubblicò il decreto con il quale si richiedeva lo spostamento della sede parrocchiale nella nuova chiesa, precedentemente situata nella chiesa di San Giovanni Battista della frazione Campanelle, richiesta che venne poi confermata dal decreto del Presidente della Repubblica, n. 249, del 25 febbraio 1983. A seguito del terremoto del 2016 e del 2017 la chiesa fu una delle poche a non subire gravi danni e restare agibile.

## Architettura
La chiesa, costruita seguendo la concezione stilistica del neorealismo e con pianta esagonale, è realizzata con pietre rosacee che rivestono una struttura di cemento armato intonacato, che diventa parte decorativa. L’ingresso, con un portale realizzato completamente in muratura, sporge verso la piazza per circa un metro ed è sormontato da una vetrata triangolare di vario colore. La stessa tipologia di vetrate si possono trovare lungo il perimetro della struttura a creare un divisore naturale tra la parte decorativa in muratura e in cemento. Il campanile, in cemento non intonacato, venne costruito sopra il tetto con una struttura ramificata che si divide in sei parti. Secondo i progetti per la sua realizzazione, venne concepito originariamente per ospitare le campane, idea che poi non su seguita. Così come l’esterno, anche interno è diverso rispetto al progetto originale: esempio è il pavimento, realizzato in marmo arabescato con tonalità che variano dal rosso, al grigio e al bianco, dove al centro si può trovare una grande croce, anch'essa realizzata in marmo, che precedentemente doveva essere circondata da una pavimentazione. La chiesa dispone anche di una cantoria da cui si può accedere attraverso una scala in cemento armato inserita nel muro perimetrale, decorata con delle inferriate in ferro battuto.

## Decorazioni

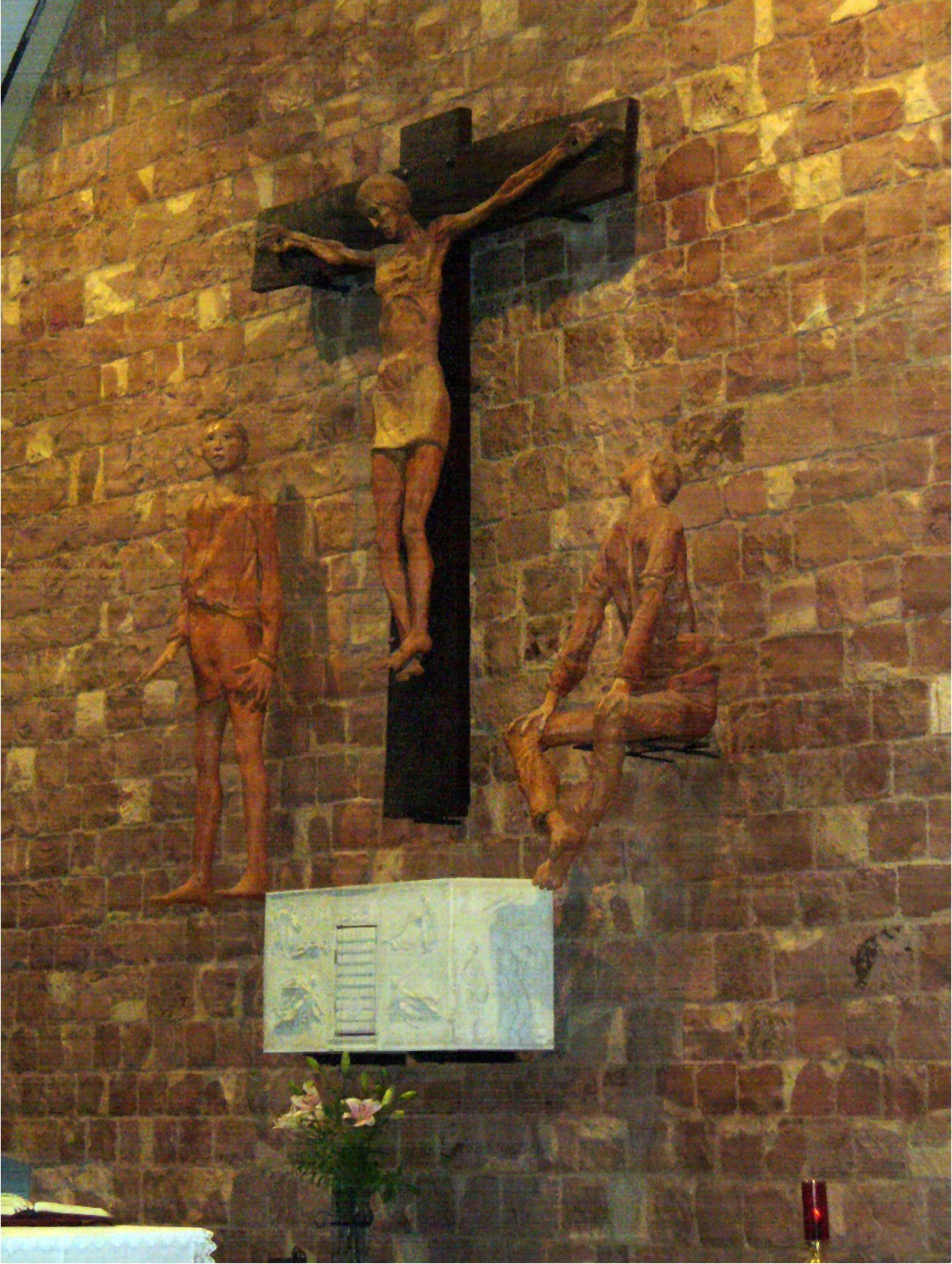
Arnaldo Mazzanti, Cristo Crocifisso e Oranti e Storie sacre (tabernacolo)

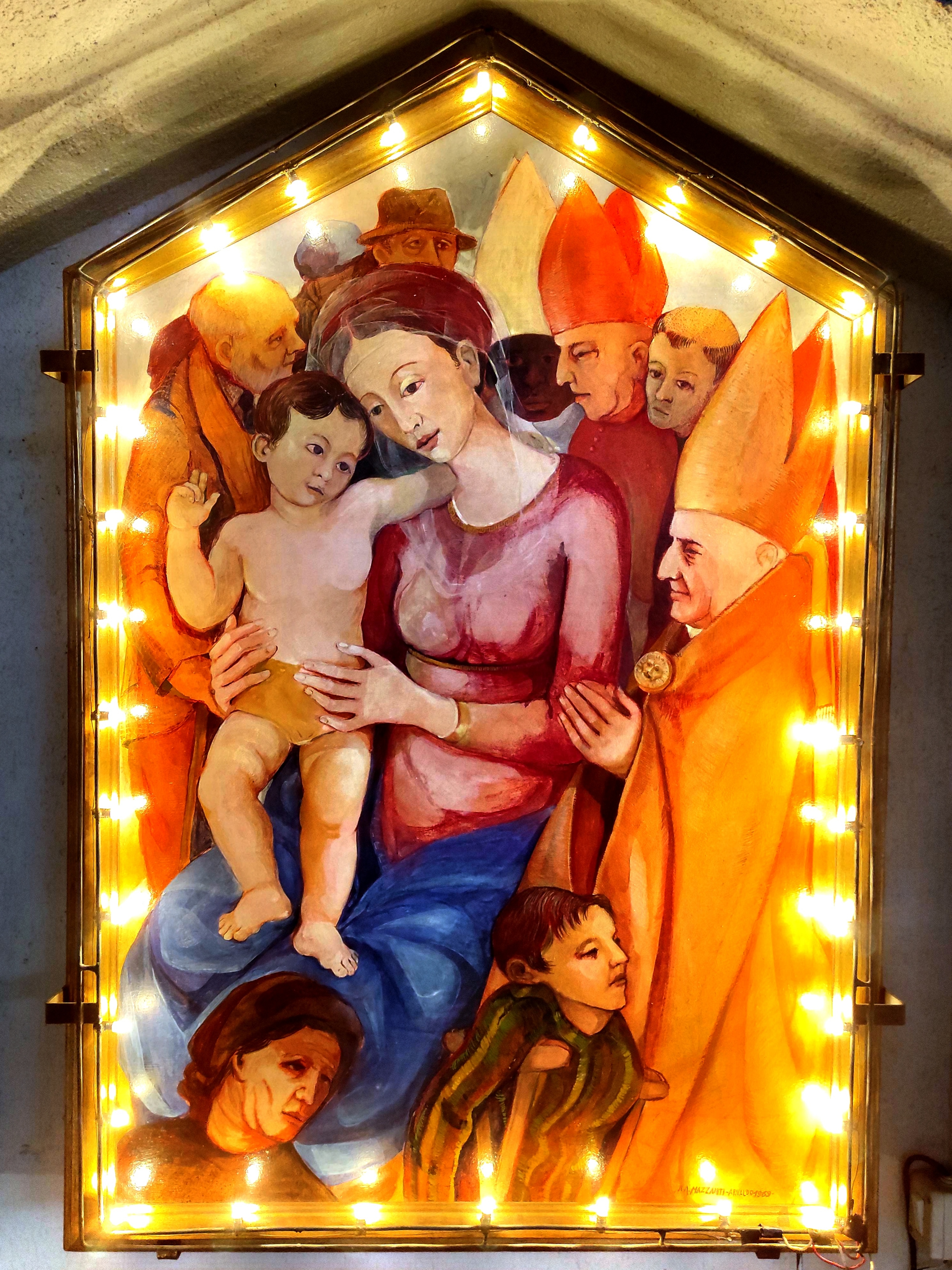
Arnaldo Mazzanti, Madonna e Bambino, olio su tela

L'interno presenta numerose opere dell'artista milanese Arnaldo Mazzanti, tra cui si aggiungono una donata da Emanuele Germozzi di Bolzano, che rappresenta la vita primordiale come un grumo di sangue che esce dal nulla. Le opere del Mazzanti sono:
- Cristo Crocifisso e Oranti: il crocifisso, inaugurato il 24 dicembre 1967 alla presenza dell'arcivescovo Bruno Frattegiani, che lo definì "Abbastanza positivo" per le fattezze di Gesù. Nel 1970 vennero realizzate altre due figure in terracotta ai lati del crocifisso, che rappresentano la perplessità e il dubbio, della figura alla sinistra del crocifisso, in contrasto con la fiducia e l'abbandono della figura a destra;[5]
- Madonna e Bambino o Maria Madre della Chiesa: l'opera, inaugurata il 7 settembre 1969, rappresenta in primo piano la Madonna che tiene in braccio Gesù bambino al fianco di Giovanni XXIII, con vesti dorate, accompagnato da un cardinale, con le vesti rosse, e un vescovo di origine africana, con le vesti bianche. Nel quadro sono rappresentate altre figure, tra cui malati di lebbra e un frate francescano;
- Storie sacre, 1970, tabernacolo;
- Fonte battesimale, 1970, lastre scolpite in cemento armato;
- I Quattro Evangelisti: ambone del 1972 che rappresenta i quattro evangelisti.

A seguito del Concilio Vaticano II, venne realizzato un nuovo altare che si sostituì al precedente realizzato in laterizio, inaugurato il 31 agosto 1972, dove al suo interno vennero inserite alcune reliquie di Santi o martiri. Per le festività pasquali del 2017, il pittore Marco Franchini dipinse nella nicchia del battistero un affresco, che rappresenta lo Spirito Santo che scende dai Monti Sibillini come un fiume che raggiunge la chiesa.

## Archivio
La chiesa dispone di un piccolo archivio e di una piccola biblioteca parrocchiale, il tutto curato e voluto dal primo parroco, don Pietro Paolo Ferretti. L'archivio raccoglie numerose lettere, fotografie e testi riguardanti le chiese distribuite nel territorio della parrocchia, che si uniscono con alcuni documenti del vecchio archivio parrocchiale editi da don Antonio Andresciani, provenienti dalla chiesa di San Giovanni Battista. La catalogazione dei documenti si interrompe negli anni 1990, per poi riprendere nel 2011 con don Giovanni Liverotti. Inoltre, l'archivio comprende numerosi manoscritti che raccontano la storia della nascita della frazione Campanelle, analizzata dal ventennio fascista fino allo spostamento della parrocchia.